# Gelanor distinctus
Gelanor distinctus är en spindelart som beskrevs av O. Pickard-Cambridge 1899. Gelanor distinctus ingår i släktet Gelanor och familjen kaparspindlar.
Artens utbredningsområde är Panama. Inga underarter finns listade i Catalogue of Life.